# Hæstrup Mølleby
Hæstrup Mølleby er en mindre bebyggelse, beliggende dels i Hæstrup Sogn og dels i Vrejlev Sogn, Hjørring Kommune, Region Nordjylland.
Hæstrup Mølleby er opstået langs hovedlandevejen mellem Hjørring og Brønderslev med ca. 7 km. til Hjørring og ca. 17 km. til Brønderslev. I årene fra 1969 og fremefter er der sket en konstant udbygning af landsbyen, så den i dag praktisk taget er sammenvokset med Harken, der dog har andet postnummer.
Omkring 1970 skete en større ombygning af den nedlagte Lund Skole i Hæstrup Mølleby til bo-enheden 'Gunderuplund', der rummede op til 40 psykisk handicappede. Institutionen har sidenhen været anvendt som alkoholklinik og som afvænningsklinik for stofmisbrugere.
Harken-Hallen er beliggende ved Harken Idrætsforenings anlæg i Hæstrup Mølleby.

## Flere Hæstrup'er
Hæstrup Mølleby er én af flere Hæstrup'er i området, idet der tillige findes Hæstrup Mejeriby, Hæstrup Skoleby og Hæstrup Stationsby. Hæstrup Kirke ligger i Hæstrup Mejeriby. Hæstrup Skoleby ligger ligesom Hæstrup Mølleby langs med hovedlandevejen, blot et par kilometer længere mod nord. I Hæstrup Stationsby (Rakkeby Sogn) ligger den nu nedlagte station, Hæstrup Station, på DSB's jernbanestrækning mellem Hjørring og Brønderslev, som er en del af Vendsysselbanen. Hæstrup Mølleby har navn efter den savmølle, der i fordums dage lå her.